# Elezioni parlamentari in Turchia del 1950
Le elezioni parlamentari in Turchia del 1950 si tennero il 14 maggio per il rinnovo della Grande Assemblea Nazionale Turca.
Le consultazioni videro la vittoria del Partito Democratico e segnarono la fine dei governi guidati dal Partito Popolare Repubblicano; tale passaggio politico fu alla base della cosiddetta rivoluzione bianca.
Fu adottato un sistema elettorale plurinominale maggioritario. L'affluenza raggiunse l'89,3%.

## Risultati
| Liste                         | Voti      | %     | Seggi |
| ----------------------------- | --------- | ----- | ----- |
| Partito Democratico           | 4 241 393 | 52,68 | 408   |
| Partito Popolare Repubblicano | 3 176 561 | 39,45 | 69    |
| Partito Nazionale             | 250 414   | 3,11  | 1     |
| Indipendenti                  | 383 282   | 4,76  | 9     |
| Totale                        | 8 051 650 | 100   | 487   |